# Observanten
De observanten waren leden van de Orde der Minderbroeders van de Reguliere Observantie (Latijn: Ordo Fratris Menoris Regularis Observantia), een franciscaanse hervormingsbeweging die bestond van de 14e eeuw tot 1897. In Frankrijk sprak men van cordeliers.
De kiem van de orde werd gelegd in Italië in 1334. Observantie betekent het naleven van de oorspronkelijke kloosterorderegels, zoals dat in Nederland bij uitstek werd bepleit door Johannes Brugman. Observanten streefden naar strikte naleving van het armoede-ideaal van Franciscus van Assisi en verzetten zich tegen de rijkdom van kloosters. In de 14e-15e eeuw was Bernardinus van Siena (1380-1444) een leidend figuur. De afsplitsing als zelfstandige orde werd definitief geformaliseerd in 1517 door paus Leo X. Voortaan waren er jaarlijkse verkiezingen van een eigen algemeen overste, de minister-generaal.